# Яшин, Иван Терентьевич
Ива́н Тере́нтьевич Я́шин (1835, Тёплово, Ардатовский уезд, Нижегородская губерния — 1893, Кутузовка, Ардатовский уезд, Нижегородская губерния) — православный старец, врачеватель и предсказатель.

## Биография
Родился в 1835 году в крестьянской семье села Тёплова Ардатовского уезда Нижегородской губернии. С юных лет его отличала глубокая вера, он строго соблюдал посты, проводил долгие часы в молитве, черпая вдохновение в жизни святого Серафима Саровского. Желая последовать его примеру, посвятить себя служению Богу в уединении, он отправился в Киево-Печерскую лавру, чтобы спросить совета о своей дальнейшей жизни. Он встретился со старцем, который посоветовал Ивану удалиться на уединённое житьё в лесу.
Иван последовал совету и поселился в лесу у речки Красной Горбатовского уезда, вблизи села Давыдова. Здесь, в тишине и покое он провёл пять лет, пока забредшие охотники не нарушили его мир. Яшину пришлось искать новое пристанище. Он перебрался в пустынку на реке Пексе, в тридцати верстах от родного Тёплова. Здесь его вновь нашли охотники, на этот раз — за хорьками. Он снова переместился, удалившись на шесть-семь вёрст от прежнего места, и провёл в новом уединении семь лет. Но и здесь его покой был нарушен молодыми крестьянами, которые затевали шумные игры у дома старушки Марфы, у которой он жил. Иван Яшин снова отправился за советом в Киев. Он встретился со своим духовным наставником, который дал ему благословение поселиться в родном селе.
Теперь Яшин жил в окружении людей, принимал сельчан, помогая им своими советами. В свободное от молитвы время Яшин занимался физическим трудом. Он завёл небольшую пасеку, выращивал кроликов, работал на огороде, рубил дрова, вязал рыболовные сети. Его мудрость и прозорливость стали известны далеко за пределами села. Согласно преданию, он за двадцать лет предсказал появление в Меляеве женской обители. Лечил травами, сухарями и святой водой; многим якобы предсказывал будущее. За несколько лет до смерти переселился в пустынку вблизи Кутузовского скита. Здесь он создал небольшой пруд, который считался целительным — искупавшиеся в нём больные якобы выздоравливали. По преданию, с точностью предсказал день своей смерти. Скончался в Кутузовке в 1893 году, был похоронен в Кутузовской женской общине.